# 南开大学第一附属医院
南开大学第一附属医院，原称天津市人民医院，又称南开大学人民医院，位于天津市红桥区芥园道190号，成立于2004年5月28日，由原天津市第二中心医院、天津市滨江医院、天津市红十字会医院合并组建。是一家三级甲等医院。
其中，天津市第二中心医院的前身是天津日租界日本公立医院，1945年日本投降，国民政府接受改为天津市临时第二医院，1947年改为天津市立第四医院，1949年后，天津市人民政府接管。1955年迁至红桥区北马路354号新址，1956年改称天津市第二中心医院。
2020年8月27日，南开大学和天津市人民医院合作共建的南开大学附属人民医院转化医学研究院挂牌成立。
2024年12月4日，南开大学、天津大学与天津市卫生健康委举行签约仪式。天津市卫生健康委与南开大学共建人民医院，明确将其作为南开大学直属附属医院，定名为南开大学第一附属医院。